# Championnat de Belgique de rugby à XV 2012-2013
Navigation
Championnat 2011-2012 Championnat 2013-2014
Le Championnat de Belgique de rugby à XV 2012-2013 oppose les huit meilleures équipes belges de rugby à XV. Il débute le 9 septembre 2012 pour s'achever par une finale disputée le 11 mai 2013 au stade du petit Heysel. L'ASUB Waterloo devient champion de Belgique, quinze ans après son dernier titre, en battant en finale le Dendermondse RC sur le score de 28 à 15.

## Liste des équipes en compétition
| Evere Schaerbeek Boitsfort Waterloo Berneau Soignies Frameries Termonde |

Le Rugby Coq Mosan, vainqueur de la division 2, est promu en première division et remplace le Rugby Ottignies Club. La compétition oppose pour la saison 2012-2013 les huit meilleures équipes belges de rugby à XV :
| Équipes             | Ville               | Entraîneurs       |
| ------------------- | ------------------- | ----------------- |
| ASUB Rugby Waterloo | Waterloo            |                   |
| Boitsfort RC        | Watermael-Boitsfort | Emmanuel Descamps |
| BUC St-Josse RC     | Evere               |                   |
| Coq Mosan           | Berneau             |                   |
| Dendermondse RC     | Termonde            | Hugues Dispas     |
| Kituro RC           | Schaerbeek          |                   |
| RC Frameries        | Frameries           |                   |
| RC Soignies         | Soignies            |                   |

## Résumé des résultats

### Classement de la phase régulière
Le classement officiel.
| Rang | Club               | J  | V  | N | D  | Bo | Bd | Pm  | Pe  | Diff | Pts |
| ---- | ------------------ | -- | -- | - | -- | -- | -- | --- | --- | ---- | --- |
| 1    | Boitsfort RC       | 14 | 12 | 1 | 1  | 11 | 0  | 527 | 125 | +402 | 61  |
| 2    | ASUB Waterloo      | 14 | 11 | 1 | 2  | 6  | 0  | 346 | 180 | +166 | 52  |
| 3    | Kituro RC          | 14 | 10 | 0 | 4  | 10 | 0  | 403 | 199 | +204 | 50  |
| 4    | Dendermonde RC (T) | 14 | 8  | 0 | 6  | 6  | 0  | 336 | 212 | +124 | 38  |
| 5    | RC Frameries       | 14 | 5  | 0 | 9  | 5  | 0  | 225 | 373 | -148 | 25  |
| 6    | RC Soignies        | 14 | 4  | 0 | 10 | 6  | 0  | 172 | 334 | -162 | 22  |
| 7    | Coq mosan (P)      | 14 | 3  | 0 | 11 | 2  | 0  | 195 | 484 | -289 | 14  |
| 8    | BUC Saint-Josse RC | 14 | 2  | 0 | 12 | 1  | 0  | 139 | 436 | -297 | 9   |

|  | Qualifiés pour la phase finale (no 1, no 2, no 3, no 4) |
|  | Relégué (no 8)                                          |
|  | T : tenant du titre 2012 • P : promu 2012               |

Attribution des points : victoire sur tapis vert : 5, victoire : 4, match nul : 2, défaite : 0, forfait : -2 ; plus les bonus (offensif : 4 essais marqués ; défensif : défaite par 7 points d'écart ou moins).
Règles de classement : ?

### Phase finale
Les quatre premiers de la phase régulière sont qualifiés pour les demi-finales. L'équipe classée première affronte à domicile celle classée quatrième alors que la seconde reçoit la troisième.
|  | Demi-finales        | Demi-finales  |                 |    | Finale                                          | Finale                                          |
|  | Demi-finales        | Demi-finales  |                 |    | Finale                                          | Finale                                          |
|  |                     |               |                 |    |                                                 |                                                 |
|  | 5 mai 2013          | 5 mai 2013    |                 |    | 11 mai 2013 au Stade du Petit Heysel, Bruxelles | 11 mai 2013 au Stade du Petit Heysel, Bruxelles |
|  | 5 mai 2013          | 5 mai 2013    |                 |    | 11 mai 2013 au Stade du Petit Heysel, Bruxelles | 11 mai 2013 au Stade du Petit Heysel, Bruxelles |
|  | [1] Boitsfort RC    | 15            |                 |    | 11 mai 2013 au Stade du Petit Heysel, Bruxelles | 11 mai 2013 au Stade du Petit Heysel, Bruxelles |
|  | [1] Boitsfort RC    | 15            |                 |    | 11 mai 2013 au Stade du Petit Heysel, Bruxelles | 11 mai 2013 au Stade du Petit Heysel, Bruxelles |
|  | [4] Dendermondse RC | 18            |                 |    | 11 mai 2013 au Stade du Petit Heysel, Bruxelles | 11 mai 2013 au Stade du Petit Heysel, Bruxelles |
|  | [4] Dendermondse RC | 18            | Dendermondse RC | 15 |                                                 |                                                 |
|  | 5 mai 2013          |               | Dendermondse RC | 15 |                                                 |                                                 |
|  |                     | ASUB Waterloo | 28              |    |                                                 |                                                 |
|  | [2] ASUB Waterloo   | ASUB Waterloo | 28              | 20 |                                                 |                                                 |
|  | [2] ASUB Waterloo   |               |                 | 20 |                                                 |                                                 |
|  | [3] Kituro RC       | 12            |                 |    |                                                 |                                                 |
|  | [3] Kituro RC       | 12            |                 |    |                                                 |                                                 |

## Résultats détaillés

### Phase régulière

#### Tableau synthétique des résultats
L'équipe qui reçoit est indiquée dans la colonne de gauche.
| Clubs              | ASU   | BRC   | BUC   | COQ   | DRC   | KRC   | RCF   | RCS   |
| ------------------ | ----- | ----- | ----- | ----- | ----- | ----- | ----- | ----- |
| ASUB Waterloo      |       | 6-26  | 41-7  | 40-13 | 23-3  | 26-18 | 19-16 | 19-12 |
| Boitsfort RC       | 13-13 |       | 50-6  | 71-11 | 15-20 | 13-8  | 35-6  | 45-3  |
| BUC Saint-Josse RC | 12-41 | 9-29  |       | 14-10 | 0-46  | 16-35 | 14-26 | 11-5  |
| Coq Mosan          | 15-34 | 6-40  | 22-17 |       | 24-30 | 13-30 | 20-10 | 11-9  |
| Dendermondse RC    | 18-5  | 13-29 | 35-0  | 48-10 |       | 22-28 | 30-13 | 25-6  |
| Kituro RC          | 9-10  | 12-25 | 31-6  | 61-17 | 19-15 |       | 58-7  | 46-0  |
| RC Frameries       | 6-29  | 0-77  | 39-13 | 39-23 | 27-16 | 7-24  |       | 17-0  |
| RC Soignies        | 12-40 | 12-59 | 22-14 | 41-0  | 13-11 | 22-24 | 15-12 |       |

|  | Victoire à domicile |  | Match nul |  | Défaite à domicile |

#### Détail des résultats
Les points marqués par chaque équipe sont inscrits dans les colonnes centrales alors que les essais marqués sont donnés dans les colonnes latérales. Les points de bonus sont symbolisés par une bordure bleue pour les bonus offensifs (au moins 4 essais marqués) et par une bordure orange pour les bonus défensifs (défaite avec au plus sept points d'écart).

#### Évolution du classement
| Club            | 1 | 2 | 3 | 4 | 5 | 6 | 7 | 8 | 9 | 10 | 11 | 12 | 13 | 14 |
| --------------- | - | - | - | - | - | - | - | - | - | -- | -- | -- | -- | -- |
| ASUB Waterloo   | 3 | 3 | 2 | 2 | 2 | 1 | 2 | 4 | 4 | 3  | 3  | 2  | 2  | 2  |
| Boitsfort RC    | 1 | 1 | 1 | 1 | 1 | 2 | 1 | 1 | 1 | 1  | 1  | 1  | 1  | 1  |
| BUC St-Josse RC | 7 | 8 | 8 | 8 | 7 | 8 | 8 | 8 | 8 | 8  | 8  | 8  | 8  | 8  |
| Coq Mosan       | 8 | 6 | 6 | 6 | 6 | 7 | 7 | 7 | 7 | 7  | 7  | 7  | 7  | 7  |
| Dendermondse RC | 6 | 5 | 5 | 4 | 3 | 4 | 4 | 3 | 2 | 4  | 4  | 4  | 4  | 4  |
| Kituro RC       | 2 | 4 | 3 | 3 | 4 | 3 | 3 | 2 | 3 | 2  | 2  | 3  | 3  | 3  |
| RC Frameries    | 4 | 2 | 4 | 5 | 5 | 5 | 5 | 5 | 5 | 6  | 6  | 6  | 6  | 5  |
| RC Soignies     | 5 | 7 | 7 | 7 | 8 | 6 | 6 | 6 | 6 | 5  | 5  | 5  | 5  | 6  |

### Phase finale

#### Demi-finales
| 5 mai 2013 15 h 00 CET | Boitsfort RC | 15 – 18 (–) | Dendermondse RC | Plateau de la Foresterie, Watermael-Boitsfort Arbitre : Ken Lambrechts |
| 5 mai 2013 15 h 00 CET |              |             |                 | Plateau de la Foresterie, Watermael-Boitsfort Arbitre : Ken Lambrechts |
| 5 mai 2013 15 h 00 CET |              |             |                 | Plateau de la Foresterie, Watermael-Boitsfort Arbitre : Ken Lambrechts |

| 5 mai 2013 15 h 00 CET | ASUB Waterloo | 20 – 12 (–) | Kituro RC | Complexe sportif du Pachy, Waterloo Arbitre : Kevin Sulejmani |
| 5 mai 2013 15 h 00 CET |               |             |           | Complexe sportif du Pachy, Waterloo Arbitre : Kevin Sulejmani |
| 5 mai 2013 15 h 00 CET |               |             |           | Complexe sportif du Pachy, Waterloo Arbitre : Kevin Sulejmani |

#### Finale
| 11 mai 2013 17 h 00 CET | ASUB Waterloo                                      | 28 – 15 (20 – 0) | Dendermondse RC | Stade du Petit Heysel, Bruxelles Arbitre : Maxime Burlet |
| 11 mai 2013 17 h 00 CET | Essai(s) : 3 Transformation(s) : 2 Pénalité(s) : 3 |                  | Essai(s) : 3    | Stade du Petit Heysel, Bruxelles Arbitre : Maxime Burlet |
| 11 mai 2013 17 h 00 CET |                                                    |                  |                 | Stade du Petit Heysel, Bruxelles Arbitre : Maxime Burlet |